# 長崎県立対馬高等学校
長崎県立対馬高等学校（ながさきけんりつ つしまこうとうがっこう, Nagasaki Prefectural Tsushima High School）は、長崎県対馬市厳原町東里にある県立高等学校。通称は「対高」（たいこう）。

## 概要
歴史
1905年（明治38年）創立の「旧制・対馬中学校」（男子校）と1908年（明治41年）創立の「対馬高等女学校」を前身とする。対馬島内の高等学校では規模が最大であり、長崎県立高等学校の中では、5番目に開校した学校で、長い歴史を持っている。
2005年（平成17年）に創立100周年を迎えた。
設置課程・学科
- 全日制課程
  - 普通科普通コース

2年次より「理系」・「文系」・「文理」（進学対応）・「総合」（一般就職・公務員対応）の4コースに分かれる。
  - 国際文化交流科

韓国語、韓国の文化を専門に学習する科。この科に限り、離島留学制度で対馬島外・長崎県外からも出願可能。専門家による韓国に関する講義や、韓国から来た高校生との国際交流、韓国でのホームステイや語学研修を行う。卒業後韓国の大学に進学する者もいる。最近できた科で、人気がある。
  - 商業科

普通科目に加え、経理・事務などに関する専門的な知識や情報処理を中心に学び、商業関係の資格も取得できる。

校訓
「至誠剛健」- 他人を思いやる心（至誠）と自らを鍛え抜くたくましい精神（剛健）を培う。
スローガン
「生徒自身で新時代を！」
教育方針
1. 礼節を重んじ、誠実で品位のある生徒を育成する。
2. 進取の気性を養い、心身の逞しさと正しい判断力を育む。
3. 真理を求め、学力の向上に精進する態度を育てる。
4. 豊かな情操を養い、奉仕する心と人権尊重の精神を育む。
5. 国際感覚を身につけ、他と協調していく態度を育てる。

校章
旧制中学校
旧対馬藩主である宗氏の家紋にちなみ、五七桐に「中」の文字を置いている。
旧制高等女学校
桜ヶ丘校地にちなみ、桜の花を背景にして、中央に「女」の文字を置いている。
新制高等学校（初代）
新制高等学校発足時の1948年（昭和23年）に富士山を背景にして「高」の文字を置く新しい校章が採用された。
新制高等学校（2代目、現在）
1953年（昭和28年）に変更された。旧制中学校の校章を参考にしており、五七桐を背景にして、中央に「高」の文字を置いている。
校歌
旧制中学校、新制高等学校
旧制中学校時代の1928年（昭和3年）6月21日に制定。旧制中学校からそのまま継承され、現在に至る。作詞は宗武志、作曲は岡山直による。歌詞は2番まであり、校名は登場しない。校歌以外に学生歌（作詞:宗武志、作曲:足羽章、歌詞2番まで）、寮歌（作詞：林田荒雄、作曲：不詳、歌詞6番まで）もある。
旧制高等女学校
作詞は中村朝貢、作曲は原田彦四郎による。また運動会合唱歌（作詞：中村朝貢、作曲：太田勘七）もある。
校風
- 生徒の容儀に厳しく、頭髪・服装などに細かい規定が存在する。
- 原則全員部活動に入部しなければならず、部活動は盛んである。吹奏楽部は2005年（平成17年）現在8年連続で県のコンクールで金賞を受賞するなどの成績をおさめている[1]。

姉妹校
- 釜山情報観光高等学校（2007年（平成19年）11月締結。）

寄宿舎
「桜ヶ丘寮」（旧・長崎県立対馬高等女学校 校地）
通学手段
徒歩、自転車、バス、自家用車送迎

## 沿革
前史（藩校から中等教育創始）
- 1685年（貞享2年）- 「藩学小学校」
- 1788年（天明8年）- 「講学所」（後に思文館と改称。）
- 1864年（元治元年）- 「藩校日新館」
- 1869年（明治2年）- 「藩立学校」（廃藩置県後に厳原県立学校、厳原義塾へと改称。1874年（明治7年）に廃止。）
- 1871年（明治4年）- 「洋学所」（希望者が少なく、間もなく廃校。）
- 1872年（明治5年）- 「韓語学所」（厳原町久田道の光清寺に設置。後に東京外国語学校 (旧制)に移管。）
  - この年 - 学制により、対馬は「第五大学区長崎県管下第四中学区」に属することとなる。
- 1874年（明治7年）- 学制によって各地に小学校が創設（現在の小学校の創始）。厳原地区には厳原小学校が開校。
- 1876年（明治9年）- 「厳原女学校」（厳原小学校から女児部を分離して開校。厳原女児学校、厳原女児小学校と改称し最終的には厳原小学校に統合される。）
- 1877年（明治10年）
  - 10月 - 長崎県が、壱岐・対馬に平戸中学校分校の設置を文部省に申請[2]。
  - 12月 - 文部省により平戸中学校分校の設置が認可される。分校は厳原の馬場筋通あたりに設置された[2]。
- 1878年（明治11年）- 「厳原准中学校」が厳原町日吉に設置される[2]。
  - 上下等小学校を卒業した年令14歳以上20歳以下の生徒を受け入れる。中学を上下に分け、修業年限は下等中学が14歳から17歳までの3年間、上等中学が17歳から20歳までの3年間、計6年間としていた[2]。
- 1880年（明治13年）- 「長崎県立厳原中学校」が設置される。
- 1884年（明治17年）3月31日 - 長崎県立厳原中学校が廃止[注 3]。在学生11名は無試験で長崎区[注 4]の長崎県立長崎中学校に編入。
- 1892年（明治25年）5月1日 - 「私立金城黌[注 5]」が開校。修業年限3ヶ年。
- 1905年（明治38年）3月31日 - 私立金城黌が廃止される。

旧制中学校（男子校）時代
- 1905年（明治38年）
  - 6月21日 - 下県郡厳原村今屋敷に 「上下県総町村立対馬中学校」 （修業年限5ヶ年）が創立。
  - 6月5日 - 初代校長に阿部判三郎（前・大分師範学校校長）が着任。対馬島庁の一室で開校事務を開始。
  - 6月21日 - 開校式を挙行。校訓「至誠・敬神崇祖・克己尽力・快活剛健」を制定。
  - 6月22日 - 今屋敷の島内総町村会議事堂を仮校舎に授業を開始。
  - 11月3日 - 教育勅語下賜[注 6]式および校旗授与式を挙行。
- 1906年（明治39年）
  - 4月 - 旧・士族授産場の一室を借り受け、分教場として3学級を移す。
  - 6月21日 - 第1回開校記念式を挙行し、この日を創立記念日と制定。
  - 11月7日 - 桟原33番地（現・対馬市立厳原中学校校地）に移転。
- 1907年（明治40年）12月11日 - 小学校義務教育延長（尋常科4年から尋常科6年間）に伴い、尋常本科正教員の学力補充講習会を委託される。
- 1908年（明治41年）
  - 4月1日 - 長崎県への移管により、「長崎県立対馬中学校」と改称。
  - 6月2日 - 3年生以上を対象に、第1回韓国修学旅行を実施。8日間で大邱・京城・仁川等を訪問。
- 1909年（明治42年）
  - 3月 - 対馬奨学会（総裁・旧藩主宗重望）を設立し、事務所を中学校内に設置。
  - 3月18日 - 第1回卒業式を挙行。卒業生25名。
- 1911年（明治44年）7月1日 - 電話が開通。
- 1912年（明治45年）
  - 4月 - 雨天体操場が完成。
  - 7月30日 - 明治天皇崩御により授業を休止。翌日再開する。
- 1913年（大正2年）
  - 7月30日 - 記念奨学会が発足。
  - 8月11日 - 同窓会が発足。
- 1919年（大正8年）1月28日 - 武道場が完成。
- 1923年（大正12年）8月28日 - 壱岐中学校との第1回対抗競技会を実施。
- 1927年（昭和2年）4月 - 定員が500名となる。
- 1928年（昭和3年）12月 - 増築新校舎（2階建て4教室）が完成。
- 1929年（昭和4年）1月 - 3年生以上が新校舎に移転。
- 1931年（昭和6年）- 学校医嘱託を開始。
- 1941年（昭和16年）8月 - 敵性語として英語科目が廃止される。
- 1942年（昭和17年）- 校友会（生徒会）が報告団になり、帽子が戦闘帽となる。
- 1944年（昭和19年）
  - 9月 - 3年生以上の生徒が学徒動員により、大村海軍航空廠に派遣され、航空機の部品製作に従事する。
  - 12月 - 学徒動員された生徒が川棚の魚雷工場に移され、終戦まで作業に従事。
- 1945年（昭和20年）9月 - 校舎を増築。
- 1946年（昭和21年）- 壱岐中学校と野球試合を開始。初回の会場は壱岐。その後対馬・壱岐を交互に試合会場とする。
- 1947年（昭和22年）4月1日 - 学制改革により、新制中学校が併設され（名称：併設中学校）、旧制中学校の2・3年生を収容。
- 1948年（昭和23年）
  - 3月31日 - 長崎県立対馬中学校が廃止。
  - 4月1日 - 学制改革により、「長崎県立対馬高等学校」（男子校）が発足。長崎県立長崎水産高等学校定時制対馬分校（水産課程）が併置。

高等女学校時代
- 1908年（明治41年）
  - 6月2日 - 厳原村日吉に「私立対馬女学校」が開校。本科（修業年限3ヶ年）、技芸科（2ヶ年）を設置。初代校長は対馬中学校の阿部校長が兼任。
    - 費用は厳原村有志の藤野林太郎の寄付による。
- 1909年（明治42年）6月17日 - 「上下県郡総町村組合立対馬女学校」に改称。修業年限を4ヶ年に改める。
- 1910年（明治43年）4月1日 - 技芸科を廃止。
- 1911年（明治44年）4月13日 - 「上下県郡総町村組合立実科高等女学校」に改称。
- 1912年（明治45年）7月30日 - 明治天皇崩御により授業を休止。翌日再開する。
- 1921年（大正10年）4月1日 - 「組合立長崎県対馬高等女学校」と改称。
- 1922年（大正11年）7月8日 - 厳原町宮谷98番地（現在の桜ヶ丘寮所在地）に移転。
- 1923年（大正12年）4月1日 - 長崎県への移管により、「長崎県立対馬高等女学校」と改称。
- 1931年（昭和6年）- 学校医嘱託を開始。
- 1941年（昭和16年）8月 - 敵性語として英語科目が廃止される。
- 1944年（昭和19年）
  - 9月 - 3年生以上の生徒が学徒動員により、大村海軍航空廠に派遣され、航空機の部品製作に従事する。
  - 10月25日 - 工場爆撃により、2名の女学生が死亡。
  - 12月 - 学徒動員された生徒が川棚の魚雷工場に移され、終戦まで作業に従事。
- 1945年（昭和20年）
  - 3月27日 - 川棚魚雷工場で7校[注 7]合同卒業式を実施。
  - 10月 - 珠丸事故により当時の山口校長が死去。
- 1947年（昭和22年）4月1日 - 学制改革により、新制中学校が併設され（名称：併設中学校）、高等女学校の2・3年生を収容。
- 1948年（昭和23年）
  - 3月31日 - 長崎県立対馬高等女学校が廃止。
  - 4月1日 - 学制改革により、「長崎県立対馬女子高等学校」が発足。

新制高等学校（男女共学）
- 1948年（昭和23年）
  - 10月1日 - 対馬高等学校と対馬女子高等学校の統合が決定[注 8]。
  - 11月8日 - 統合始業式を実施。併設中学校は旧・女子高等学校校舎で授業を開始。
  - 12月1日
    - 対馬高等学校と対馬女子高等学校を統合し、「長崎県立対馬高等学校」（男女共学）が正式に発足。
    - 長崎水産高等学校定時制対馬分校が豊崎町立比田勝中学校内に移転し、長崎水産高等学校豊崎分校となる。

  - 12月12日 - 開校式を挙行。
- 1949年（昭和24年）3月31日 - 最後の卒業生を送り出し、併設中学校を廃止。
- 1950年（昭和25年）
  - 5月8日 - 夏時間による授業（夏期に時間を1時間早める方式）を開始。
  - 5月31日 - 定時制厳原分校を設置。厳原町立厳原小学校西校舎を仮校舎として使用。前期・後期の2学期制をとる。
  - 6月26日 - 定時制仁位分校を設置。仁位村立仁位中学校を仮校舎として使用。
- 1951年（昭和26年）
  - 1月 - 理科教諭と理科班生徒により、PTA会費より補助を受け、製作期間6ヶ月で出力1.5kWの水力発電を完成させる[注 9]。
  - 4月1日 - 定時制厳原分校を定時制中心校と改称し、厳原小学校仮校舎から対馬高等学校内に移転する。
  - 4月18日 - 定時制中心校でララ物資によるミルク給食を開始。（5月7日からはパン給食を開始。）
- 1952年（昭和27年）
  - 4月1日 - 長崎県立長崎水産高等学校より豊崎分校を移管され、定時制豊崎分校とする。
  - この年をもって旧制中学時代（1946年（昭和21年））から7年間続いていた長崎県立壱岐高等学校との対抗試合を終了。
- 1953年（昭和28年）
  - 4月1日 - 全日制、定時制中心校にそれぞれ家庭課程（後の家政科）1学級を新設。校章を富士型のものから五七桐のもの（現校章）に改定。またこれに伴い校旗を新調。
  - 4月15日 - 長崎県教員養成所対馬教室が開設される[注 10]。1年間の修業年限で小学校仮免許状が取得できた。
- 1954年（昭和29年）6月 - 運動場を拡張。
- 1955年（昭和30年）
  - 4月1日 - 全日制に商業課程（現・商業科）1学級を新設。2学期制を3学期制に変更。長崎県教員養成所対馬教室の修業年限が2年となる。
  - 11月7日 - 創立50周年を記念し、学生歌を制定。
- 1958年（昭和33年）11月6日 - 新館が完成し、校舎増改築落成式を挙行。校訓を「至誠剛健」と定める。
- 1960年（昭和35年）4月 - 長崎県教員養成所対馬教室の募集が停止される。
- 1962年（昭和37年）3月 - 長崎県教員養成所対馬教室が廃止される。
- 1964年（昭和39年）
  - 3月20日 - 新校舎が完成。売店を設置し、商業科で管理することとする。
  - 4月1日 - 豊崎分校が長崎県立上対馬高等学校として分離・独立。
- 1969年（昭和44年）9月20日 - 教諭が対馬最南端の豆酘（つつ）地区でスジグロカバマダラ（熱帯産の蝶）の群生40数匹とヤエヤマムラサキ1匹を発見。
- 1970年（昭和45年）5月13日 - 運動場に夜間照明設備（ナイター）を設置。
- 1973年（昭和48年） 4月1日 - 仁位分校が長崎県立豊玉高等学校として分離・独立。
- 1975年（昭和50年）5月24日 - 格技場が完成。
- 1978年（昭和53年）9月1日 - 現在地に新校舎が完成し移転完了。
- 1979年（昭和54年）
  - 3月25日 - 産業振興棟が完成。
  - 9月8日 - 公務員試験受験生が時化で足止めにあい、海上保安部の配慮で巡視船で本土へ輸送される。
- 1980年（昭和55年） - 格技場が完成。
- 1981年（昭和56年）3月25日 - 弓道場が完成。
- 1984年（昭和59年）
  - 8月30日 - 商業科で情報処理教育を開始。
  - 12月4日 - 男子の制服が詰襟型、濃紺色のものに改定。
- 1985年（昭和60年）10月31日 - 校訓碑（書：宗武志）が設置。
- 1986年（昭和61年）3月31日 - セミナーハウス「日新館」が完成。
- 1987年（昭和62年）11月14日 - クラブハウスが完成。
- 1989年（平成元年）
  - 7月15日 - 対馬三校（対馬・豊玉・上対馬）で韓国への修学旅行を実施。
  - 8月1日 - ALT（外国語指導助手）が着任。
- 1991年（平成3年）4月1日 - 家政科の募集を停止。
- 1993年（平成5年）
  - 3月31日 - 家政科を閉科。
  - 4月1日 - 定時制の募集を停止。
- 1994年（平成6年）3月24日 - 第2体育館が完成。
- 1995年（平成7年）3月27日 - 寄宿舎食堂棟を改築。
- 1996年（平成8年）8月31日 - 定時制課程を閉課。
- 1998年（平成10年）3月4日 - 男子寄宿舎が完成。
- 2001年（平成13年）3月10日 - グラウンド・テニスコート改修工事が完了。
- 2003年（平成15年）
  - 2月21日 - 創立100周年記念事業として、第1体育館を改修。
  - 4月1日 - 普通科に国際文化交流コースを新設し、「離島留学制度」[注 11]を開始。
- 2005年（平成17年）11月5日 - 創立100周年記念式典を挙行。
- 2007年（平成19年）11月 - 釜山情報観光高等学校と姉妹校を締結。
- 2009年（平成21年）1月 - 大学入試センター試験が長崎県の離島でも実施されるようになり、対馬市では対馬高等学校が会場となる。運営は長崎県立大学シーボルト校[3]。
- 2010年（平成22年） - 長崎県立虹の原特別支援学校高等部対馬訪問教室が開設される。
- 2012年（平成24年）4月1日 - 虹の原特別支援学校高等部対馬訪問教室が高等部対馬分教室となる。
- 2019年（平成31年）4月1日 - 普通科国際文化交流コースの募集を停止し、国際文化交流科を新設[4]。

## 学校行事
3学期制
- 学習合宿

夏休みに行う。3年の進学クラスの生徒が参加する。壱岐の民宿に泊まり込みで学習する。
- 体育祭

毎年9月に実施。
- 修学旅行

2年時に実施。目的地は東京。
- 文化祭

「桐鳳祭」（とうほうさい）- 1989年（平成元年）に文化祭を「桐鳳祭」と命名し、以後使用されている。

## 部活動
運動部
- バレーボール部
- バスケットボール部
- ソフトテニス部
- バドミントン部
- サッカー部
- 野球部 - 1977年（昭和52年）に軟式から硬式に変更。軟式時代の1959年（昭和34年）に県大会・北九州ブロック大会で優勝している。
- 剣道部
- 弓道部 - 1954年（昭和49年）発足。
- 陸上部

文化部
- 文芸部
- 商業経済部
- 美術部
- 科学部
- 家庭クラブ部
- 吹奏楽・コーラス部
- 報道部
- 英会話部
- 華道部
- 茶道部
- 国際交流部
- ユネスコスクール部

## 著名な出身者
- 宗武志（麗澤大学名誉教授、宗家第36代当主。校歌の作詞者。）
- 仲吉昭治（ジー・エフ元代表取締役社長）
- 平間正一（佐川急便元代表取締役社長）
- 原田賢治（プロ野球選手）
- 小島善博（プロ野球選手）
- 出羽嵐大輔（力士）
- 深緑夏代（中退、シャンソン歌手、元宝塚歌劇団雪組主演娘役）

## アクセス
最寄りのバス停
- 対馬交通
  - 空港線・縦貫線・仁位線・空港線等 - 「振興局前」、「税務署前」、「阿須（あず）」バス停で下車し、徒歩。
  - 対馬高校経由のバスや対馬高校行きのバス - 「高校前」バス停で下車。

最寄りの道路
- 国道382号

最寄りの港湾
- 厳原港 - 九州郵船が芦辺港（壱岐市）、郷ノ浦港（壱岐市）、博多港（福岡県福岡市博多区）との間にフェリー・ジェットフォイルを運航している。

## 周辺
- 対馬振興局
- 対馬南警察署
- 対馬市消防本部
- 対馬市立厳原中学校
- 対馬市立厳原小学校
- 親愛こども園
- 対馬税務署
- 陸上自衛隊対馬駐屯地
- 厳原発電所

## 参考資料
- 「厳原町教育史」（1972年（昭和47年）3月25日発行, 厳原町教育委員会）
- 「厳原町史」（1997年（平成9年）3月31日発行, 厳原町）
- 「對[注 14]高百年史 長崎県立対馬高等学校創立100周年記念誌」（2005年（平成17年）11月発行, 長崎県立対馬高等学校）